# Backhaus (Niedergründau)

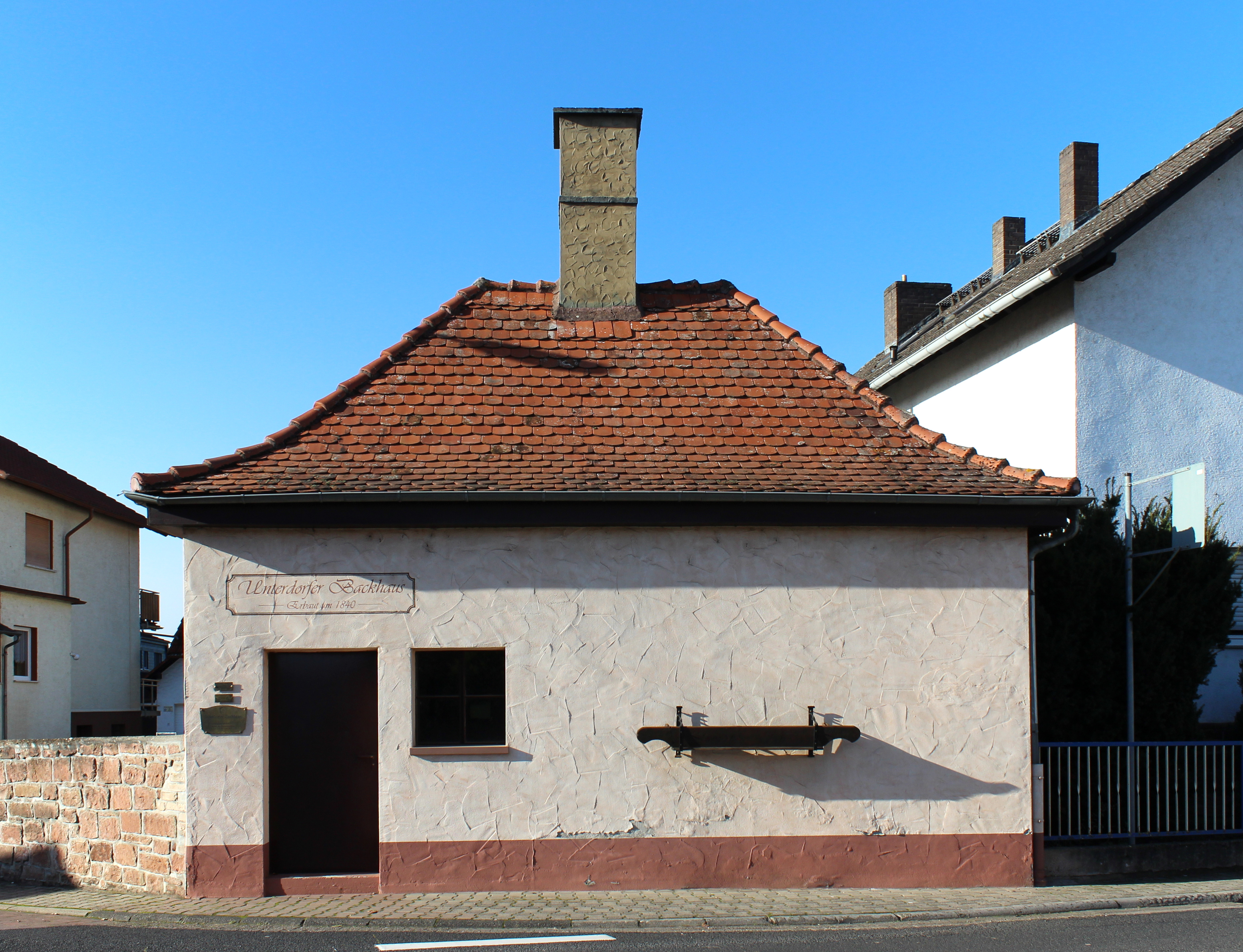
Backhaus in Niedergründau

Das Backhaus in Niedergründau, einem Ortsteil der Gemeinde Gründau im hessischen Main-Kinzig-Kreis, wurde 1840 errichtet. Das Backhaus bei der Untergasse Nr. 20 ist ein geschütztes Kulturdenkmal. 
Der kleine, verputzte Sandsteinbau mit Walmdach wurde bis in die 1960er Jahre als Backhaus genutzt.